# إروين أونغر
إروين أونغر (بالإنجليزية: Irwin Unger)‏ هو مؤرخ أمريكي، ولد في 2 مايو 1927 في بروكلين في الولايات المتحدة.